# Digitální video

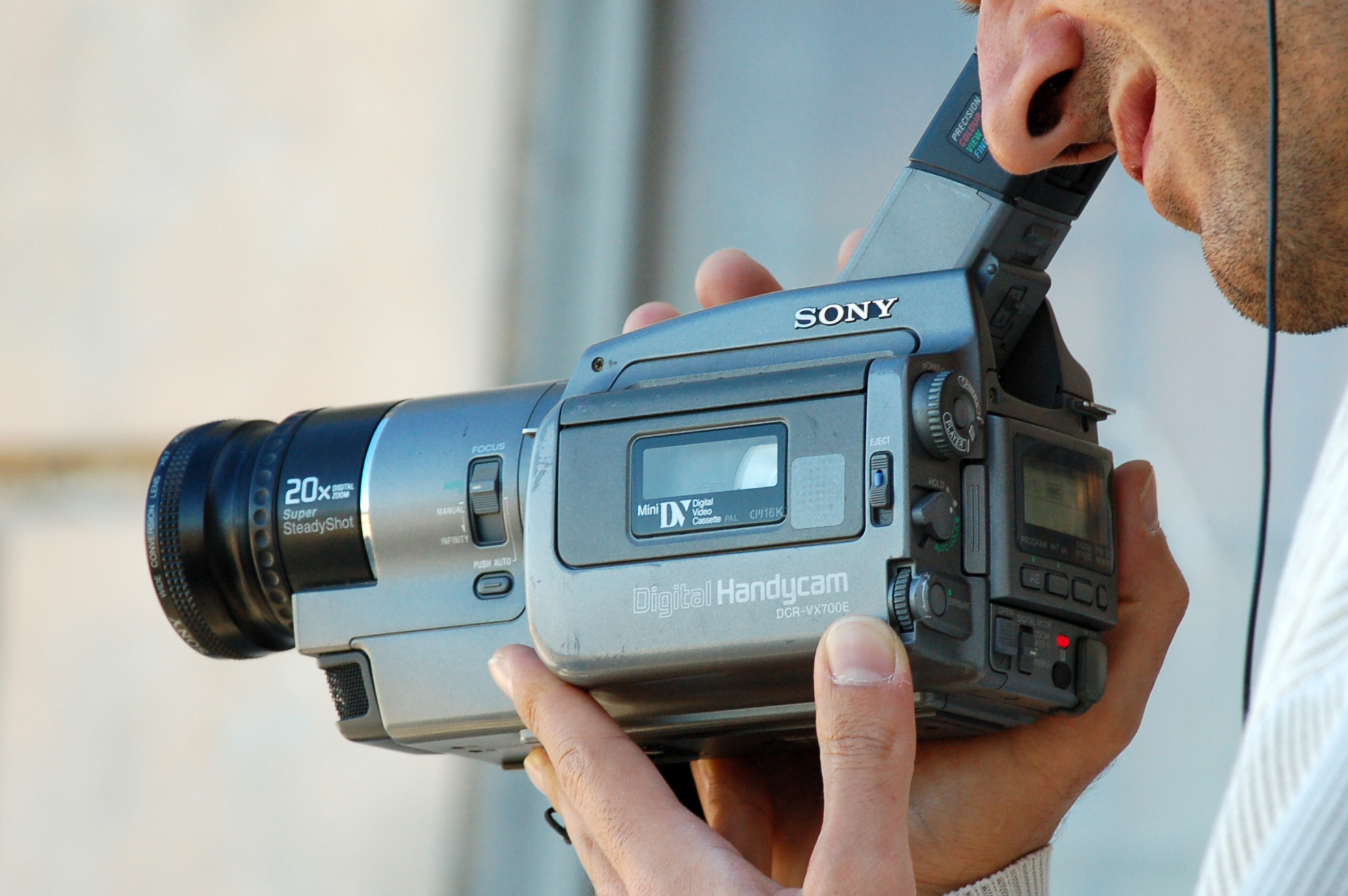
Digitální videokamera Sony

Digitální video je elektronická reprezentace pohyblivého obrazu (videa) ve formě zakódovaných digitálních dat. Tím se liší od analogového videa, které reprezentuje pohyblivý obraz analogovým signálem. Digitální video se sklává z řady digitálních obrazů zobrazovaných ve velmi rychlém sledu, obvykle 24, 25, 30 nebo 60 snímků za sekundu. Digitální video má mnoho výhod oproti analogovému, jako je např. možnost snadného kopírování, multicastingu, sdílení a ukládání.
Komerčně bylo digitální video představeno v roce 1986 formátem Sony D1, který zaznamenával nekomprimovaný signál komponentního videa ve standardním rozlišení (576, resp. 486 (NTSC), řádků po 720 bodech) v digitálním tvaru. Později se místo nekomprimovaných formátů začaly používat komprimované digitální formáty videa jako je MPEG-2, H.264 a AV1. K rozhraním pro přehrávání digitálního videa patří HDMI, DisplayPort, DVI a Serial digital interface (SDI).
Digitální video lze kopírovat a reprodukovat bez snížení kvality. Naproti tomu opakované kopírování analogového záznamu způsobuje zhoršování jeho kvality. Digitální video lze ukládat na digitální media, např. disky Blu-ray, do elektronické paměti nebo streamovat přes Internet koncovým uživatelům, kteří mohou obsah sledovat na obrazovce osobního počítače nebo mobilního zařízení nebo na chytrém televizoru. Televizní pořady a filmy šířené jako digitální video obsahují také digitální zvukovou stopu.

## Historie

### Kamery
Základem digitálních videokamer jsou obrazové snímače vyráběné technologií MOSFET. První praktický polovodičový snímač obrazu, Charge-coupled device (CCD), vynalezl v roce 1969 Willard S. Boyle, který za svou práci získal Nobelovu cenu za fyziku. S komerční dostupností CCD senzorů od konce 70. let 20. století začal zábavní průmysl v následujících dvou desetiletích pomalu přecházet z analogového videa na digitální zobrazování a digitální video. Místo CCD se začaly používat CMOS APS snímače vyvinuté v 90. letech 20. století.
V roce 2013 bylo poprvé natočeno více velkých filmů na digitální video než na filmový materiál. V roce 2016 tento podíl překonal 90 %. V roce 2017 bylo 92 % filmů natočeno digitálně, a v roce 2018 bylo na 35mm kinofilm natočeno pouze 24 filmů této kategorie. Moderní kamery vyráběné společnostmi Sony, Panasonic Corporation, JVC a nabízejí řadu možností pro snímání videa ve vysokém rozlišení. Na špičce trhu se objevily kamery zaměřené speciálně na trh digitálních filmů. Tyto kamery od společností Sony, Vision Research, Arri, Blackmagic Design, Panavision, Grass Valley a Red Digital Cinema Camera Company nabízejí rozlišení a dynamický rozsah, který převyšuje rozlišení a dynamický rozsah tradičních videokamer určených pro televizní vysílání.

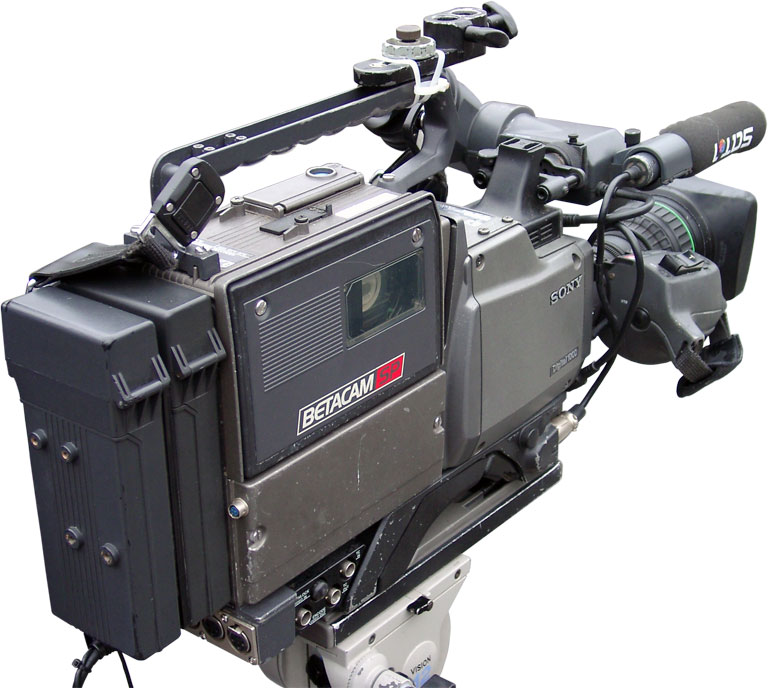
Digitální kamery Betacam představila společnosti Sony v roce 1986

### Kódování
V 70. letech 20. století se díky pulzně-kódové modulaci (PCM) zrodilo digitální kódování videa, které vyžadovalo vysoké přenosové rychlosti 45-140 Mbit/s pro video ve standardním rozlišení (SD). V 80. letech 20. století se standardem pro kompresi digitálního videa stala diskrétní kosinová transformace (DCT).
H.120 byl první standardem pro kódování digitálního videa vytvořený Mezinárodním telegrafním a telefonním poradním výborem (CCITT) (nyní ITU-T) v roce 1984. H.120 byl založen na kompresi využívající diferenciální pulzně-kódovanou modulaci (DPCM), a v praxi se neosvědčil kvůli nízké efektivitě kódování. Koncem 80. let 20. století začala řada společností experimentovat s DCT, mnohem efektivnější metodou komprese videa. Výbor CCITT obdržel 14 návrhů na kompresi videa založené na DCT a jeden návrh založený na vektorovém kvantování (VQ). Na základě DCT komprese byla vyvinuta norma H.261, která se stala prvním praktickým standardem pro kódování videa. Od standardu H.261 byla DCT komprese převzata všemi následujícími významnými standardy pro kódování videa.
V roce 1991 byl zveřejněn formát MPEG-1 vyvinutý skupinou Motion Picture Experts Group (MPEG), který byl navržen pro kompresi videa v kvalitě VHS. V roce 1994 byl představen formát MPEG-2/H.262, který se stal standardním videoformátem pro DVD a digitální televizi ve standardním rozlišení. V roce 1999 byl následován MPEG-4, a v roce 2003 formátem H.264/MPEG-4 AVC, který se stal nejpoužívanějším standardem pro kódování videa.
V roce 2013 byl představen nový komprimovaný videoformát HEVC (H.265). Zatímco AVC používá celočíselnou DCT s velikostí bloku 4x4 nebo 8x8, HEVC používá celočíselnou DCT a DST transformace s proměnnou velikostí bloku od 4x4 do 32x32. HEVC je patentovaný, přičemž většinu patentů vlastní Samsung Elektronics, GE, NTT a JVC Kenwood. Je aktuálně je konfrontován s formátem AV1, jehož cílem je vytvořit volně licencovaný formát. V roce 2019 byl AVC daleko nejpoužívanější formát pro záznam, komprimaci a distribuci videoobsahu, používaný 91 % vývojářů videa. Následuje HEVC, který používá 43 % vývojářů.

### Produkce
Zařízení pro video produkci, která vnitřně používala digitální zpracování byla představována od konce 70. let do začátku 80. let 20. století. Patřily k nim korektory časové základny (anglicky time base correctors, TBC) a jednotek digitálních video efektů (DVE). Tato zařízení čtou standardní analogový vstup kompozitního videa a interně jej digitalizují. To usnadňovalo korekci nebo vylepšení video signálu, jako v případě TBC, nebo manipulaci a přidávání efektů do videa, v případě jednotek DVE. Digitalizované a zpracované videoinformace se pak na výstupu konvertovaly zpět na standardní analogové video.
Později v 70. letech 20. století výrobci profesionálních zařízení pro videopřenosy, např. Bosch (ve své divizi Fernseh) a Ampex, vyvinuli ve svých výzkumných a vývojových laboratořích prototypy digitálních páskových videorekordérů (VTR). Přístroje společnosti Bosch používaly upravený transportní systém pro jednopalcové videopásky typu B a zaznamenávali ranou formu digitálního videa podle CCIR 601. Prototyp digitálního videorekordéru společnosti Ampex používal upravený dvoupalcový kvadruplexní videorekordér VTR (Ampex AVR-3) vybavený vlastní digitální elektronikou a speciální osmihlavou rotační jednotku octaplex. Stejně jako u standardního 2“ kvadruplexní stroje se na prototypu digitálního stroje Ampex, vývojáři přezdívaného Annie, se zvuk stále zaznamenával analogově jako lineární stopa na pásku. Žádný z těchto strojů nebyl komerčně prodáván.
Komerčně bylo digitální video představeno v roce 1986 v podobě formátu Sony D1, který digitálně zaznamenával nekomprimovaný komponentní videosignál ve standardní rozlišením. Komponentní video používá 3 kabely, ale většina televizních přístrojů pro kompozitní NTSC nebo PAL video používala jen jeden kabel. Kvůli této nekompatibilitě byl rekordér D1 používán především velkými televizními sítěmi a jinými studii, která byla schopná zpracovávat komponentní video.

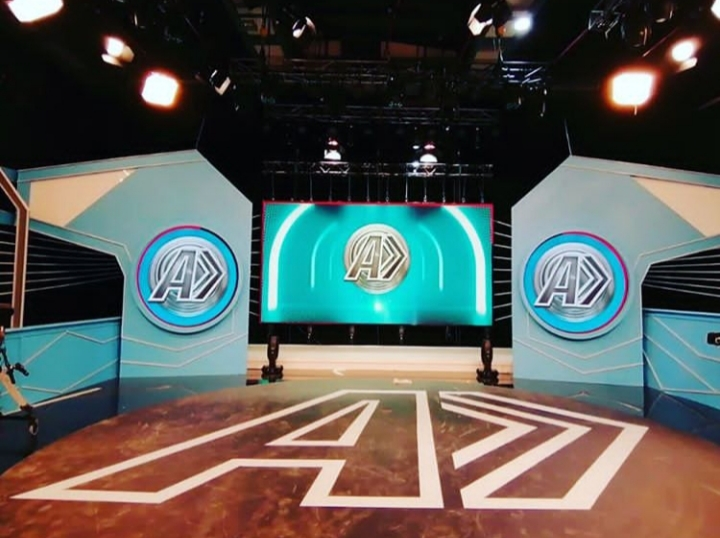
Vybavení profesionálního televizního studia v Chile

V roce 1988 společnosti Sony a Ampex společně vyvinuly a vydaly formát D2 digitálních videokazet, který zaznamenával video digitálně bez komprese ve formátu ITU-601 podobně jako D1. D2 kódoval video v kompozitní formě podle standardu NTSC, a vyžadoval tak pouze jednokabelové připojení kompozitního videa do videorekordéru D2 a zpět. Díky tomu se dokonale hodil pro většinu tehdejších televizních zařízení. Formát D2 byl úspěšným formátem v odvětví televizního vysílání od konce 80. let po 90. léta 20. století. D2 byl v té době také hojně používán jako hlavní formát pásky pro mastering laserových disků. D1 & D2 byly nakonec nahrazeny levnějšími systémy využívajícími kompresi videa, především digitálním Betacamem společnosti Sony, které byly zavedeny do televizních studií. Dalšími příklady digitálních videoformátů využívajících kompresi byly DCT splečnosti Ampex (první který ji použil při uvedení v roce 1992), průmyslový standard DV a MiniDV a jeho profesionální varianty, DVCAM společnosti Sony a DVCPRO společnosti Panasonic a Betacam SX, levnější varianta Digital Betacam využívající kompresi MPEG-2.

sony logo, creátor of Betacam

Jedním z prvních produktů pro digitální video pro osobní počítače byl program PACo: PICS Animation Compiler společnosti The Company of Science & Art z Providence, RI. Byl vyvíjen od roku 1990 a dodáván od května 1991. PACo umožňovalo streamovat video neomezené délky se synchronizovaným zvukem z jediného souboru (s příponou .CAV) z CD-ROM. Pro jeho vytvoření byl potřebný počítač MacIntosh, přehrávání bylo možné na počítačích MacIntosh, PC, a Sun SPARCstation.
V červnu 1991 byl vydán QuickTime, multimediální framework společnosti Apple Computer. Následovalo Audio Video Interleave společnosti Microsoft v roce 1992. První zákaznické nástroje pro vytváření obsahu byly primitivní, vyžadovaly digitalizaci analogového videa do formátu čitelného počítačem. První programy poskytovaly nízkou kvalitu, ale ta se rychle zlepšovala se zaváděním formátů MPEG-1 a MPEG-2 (upraveného pro televizní vysílání a DVD) a pásků DV, které umožňovaly přenášet záznamy přímo ve formě digitálních videosouborů pomocí portu FireWire pro úpravu v počítači. Tím se proces zjednodušil a umožnil použití levných systémů pro nelineární editaci videa (NLE) na stolních počítačích, aniž by bylo potřebné externí zařízení pro přehrávání nebo záznam.
Rozšíření digitálního videa a doprovodných kompresních formátů snížilo šířku pásma potřebnou pro videosignál s vysokým rozlišením (HDV a AVCHD a několik profesionálních formátů, jako je XDCAM, využívají menší šířku pásma než analogový signál se standardním rozlišením). Díky těmto úsporám se zvýšil počet kanálů dostupných v kabelové televizi a systémech přímého satelitního vysílání, vytvořily se příležitosti pro přerozdělení spektra frekvencí pozemního televizního vysílání a umožnily se mimo jiné inovace a zefektivnění bezkazetových videokamer založených na paměti flash.

### Kultura
Z kulturního hlediska umožnilo digitální video širokou dostupnost a popularitu videa a filmu, což je přínosné pro zábavu, vzdělávání a výzkum. Digitální video je stále běžnější ve školách, kde se studenti a učitelé zajímají o to, jak je vhodně používat. Digitální video má také využití ve zdravotnictví, kde mimo jiné umožňuje lékařům sledovat srdeční tep a hladinu kyslíku u kojenců.
Kromě toho přechod z analogového na digitální video ovlivnil média různými způsoby, například v tom, jak podniky používají kamery pro dohled. Uzavřené televizní okruhy (CCTV) přešly na používání digitálních videorekordérů (DVR), čímž vyřešily problém, jak ukládat záznamy pro shromažďování důkazů. Digitální video je možné komprimovat, aby se ušetřil úložný prostor.

### Digitální televize
Digitální televize (DTV) je produkce a přenos digitálního videa spotřebitelům. Tato technika používá digitální kódování místo dříve používaných analogových signálů. V porovnání s analogovými metodami je DTV rychlejší a poskytuje více možností pro zpracování, přenos a sdílení dat.
Počátky digitální televize jsou spjaty s dostupností poměrně levných, vysoce výkonných počítačů, které jsou dostupné až od 90. let 20. století. Významným faktorem byl nástup vysoce efektivních formátů pro kompresi videa, bez nichž bylo ukládání a přenos nekomprimovaného videa velmi náročné a vyžadovalo datový tok přibližně 200 Mbit/s pro signál ve standardním rozlišení (SDTV), a přes/nad 1 Gbit/s pro High-definition television (HDTV).

## Úvod
Digitální video se skládá z řady digitálních obrazů zobrazovaných ve velmi rychlém sledu. V kontextu videa se tyto obrazy nazývají snímky. Rychlost, s jakou jsou snímky zobrazovány se nazývá snímková frekvence a měří se ve snímcích za sekundu. Každý snímek je digitální obraz, který se skládá z pixelů. Barva pixelu je reprezentována pevným počtem bitů dané barvy, ve kterých je uložena informace o barvě v rámci obrazu. Například osmibitový kanál umožňuje rozlišit 256 úrovní na kanál, desetibitový 1024 úrovní. Čím více bitů, tím jemnější rozdíly barev je možné reprodukovat (tzv. barevná nebo bitová hloubka videa).

### Prokládání
U prokládaného videa je každý snímek rozložen na dvě části. První část obsahuje pouze liché řádky obrazu, druhá pouze sudé. Tyto poloviny se nazývají půlsnímky. Dva po sobě jdoucí půlsnímky tvoří celý snímek. Pokud má prokládané video snímkovou frekvenci 30 snímků za sekundu, rychlost půlsnímků je 60 za sekundu, ačkoli obě části prokládaného videa, snímky za sekundu i půlsnímky za sekundu jsou samostatná čísla.

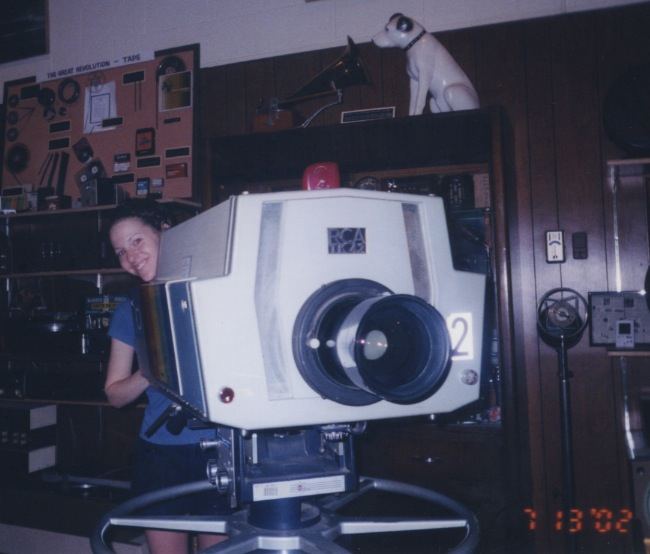
Vysílací televize kamera v Pavek Museum v Minnesota.

### Přenosová rychlost a BPP
Podle definice je přenosová rychlost objem dat v digitálním videoproudu za jednotku času. V případě nekomprimovaného videa odpovídá přenosová rychlost přímo kvalitě videa, protože přenosová rychlost je úměrná každé vlastnosti, která ovlivňuje kvalitu videa. Přenosová rychlost je také důležité při přenosu videa, protože přenosový spoj musí být schopen přenášet data odpovídající rychlostí. Přenosová rychlost je také důležitá při ukládání videa, protože, jak je uvedeno výše, je video velikost úměrná přenosové rychlosti a době trvání. Komprese videa se používá k výraznému snížení přenosové rychlosti při malém vlivu na kvalitu.
Bity na pixel (BPP) je měřítkem efektivity komprese. Video používající věrné barvy má bez komprimace BPP 24 bitů/pixel. Podvzorkování barvonosných složek může snížit BPP na 16 nebo 12 bitů/pixel. Použití komprese JPEG na každý snímek může snížit BPP na 8 nebo dokonce 1 bit/pixel. Použití algoritmů navržených přímo pro kompresi videa jako MPEG1, MPEG2 nebo MPEG4 snížit BPP na zlomky bitu na pixel.

#### Konstantní přenosová rychlost versus proměnná přenosová rychlost
BPP reprezentuje průměrný počet bitů na pixel. Existují kompresní algoritmy, které udržují BPP téměř konstantní po celou dobu trvání videa, což se označuje jako konstantní přenosová rychlost (CBR). CBR video je vhodné pro streamování v reálném čase, bez vyrovnávacích pamětí a s pevnou šířkou pásma (např. pro videokonference). Lepšího kompresního poměru lze dosáhnout, pokud se jednoduché scény a scény, které se příliš nemění, komprimují více, zatímco dynamické a složité scény využívají větší datový tok. Tomuto způsobu komprese se říká komprese s proměnnou přenosovou rychlostí. Tímto způsobem lze dosáhnout nejlepší kvality při nejmenší průměrné přenosové rychlosti (a nejmenší velikosti souboru). Tato metoda produkuje proměnný bitový tok protože sleduje proměnlivost BPP.

## Technický úvod
Standardní filmové pásy obvykle zaznamenávají 24 snímků za sekundu. Pro video existují dva standardy pro snímkové frekvence: pro NTSC 30/1,001 (asi 29,97) snímků za sekundu (asi 59,94 půlsnímků za sekundu), a PAL, 25 snímků za sekundu (50 půlsnímků za sekundu). Digitální videokamery používají dva různé formáty snímání obrazu: prokládané a progresivní snímání. Prokládané snímání zaznamenává obraz jako střídající se sady řádků: jeden půlsnímek obsahuje liché řádky, druhý sudé řádky.
Jedna sada lichých nebo sudých řádků se nazývá půlsnímek, a po sobě jdoucí dvojice půlsnímků se nazývá snímek. Kamery s progresivním snímáním zaznamenávají všechny řádky v každém snímku najednou. Prokládané video tedy zachycuje obraz dvakrát častěji než progresivní video se stejnou snímkovou frekvencí. Progresivní snímání obecně produkuje nepatrně ostřejší obraz, ale pohyb není tak hladký jako u prokládaného videa.
Digitální video lze kopírovat bez ztráty kvality, k jaké dochází v analogových systémech. Změna parametrů jako je velikost obrazu nebo změna digitálního formátu však kvalitu videa snižuje kvůli škálování obrazu a ztrátám při transkódování. Digitální video lze ovládat a upravovat na nelineární editování systémy.
Digitální video má výrazně nižší cenu než 35 mm film. V porovnání s vysokou cenou filmového pásu jsou média používaná pro digitální záznam videa, jako je flash paměť nebo pevný disk, velmi levná. Digitální video také umožňuje prohlížení záznamů na místě bez nákladného a časově náročného chemického zpracování, které je nutné při použití filmu. Díky síťovému přenosu digitálního videa není nutné fyzicky dodávat pásky nebo filmové kotouče.

Nákres 35 mm filmu jaký se používá v analogových kamerách Cinemscope.

Digitální televize (včetně kvalitnější HDTV) byla ve většina rozvinutých zemí zavedena okolo roku 2000. Digitální video se používá v moderních mobilních telefonech a videokonferenčních systémech. Digitální video se používá pro internetovou distribuci médií, včetně streamování videa a peer-to-peer distribuce filmů.
Pro poskytování digitálního videa přes internet a ukládání na optických discích existuje mnoho typů komprimace videa. Aby při úpravách nedocházelo k významnému snížení kvality, používají se pro profesionální úpravy formáty, které neposkytují velkou kompresi a obecně nejsou vhodné pro distribuci videozáznamů cílovým spotřebitelům.
V roce 2017 bylo nejvyšší rozlišení obrazu dostupné pro vytváření digitální videa 132,7 megapixelů (15360 x 8640 pixelů). Nejvyšší rychlost snímání mají průmyslové a vědecké vysokorychlostní kamery, které jsou schopné zachycovat po krátkou dobu až 1 milion snímků za sekundu velikosti 1024x1024.

## Technické vlastnosti
Digitální video potřebuje velkou šířku pásma. Pro jeho záznam je nutné datové úložiště. Objem dat závisí na velikosti obrazu, barevné hloubce a snímkové frekvenci. Každý pixel potřebuje tolik bitů, jaká je barevná hloubka. Objem dat potřebných pro jeden snímek dat lze určit vynásobením počtu pixelů obrazu. Šířka pásma je dána násobkem velikosti obrazu a snímkové frekvence. Celkovou velikost úložného prostoru pro záznam lze určit vynásobením přenosové rychlosti dobou trvání záznamu.
Tyto výpočty jsou přesné pro nekomprimované video, které se však kvůli vysoké přenosové rychlosti téměř nepoužívá. V případě komprimovaného videa vyžaduje každý snímek pouze malé procento původního objemu. To snižuje objem dat nebo šířku pásma 5 až 12 krát, při použití bezeztrátové komprese, ale častěji se používá ztrátová komprese, která snižuje objem dat 20 až 200 krát.[ve zdroji nenalezeno] Všechny snímky přitom nemusí být komprimovány se stejným poměrem. Proto je důležitý průměrný faktor komprese pro všechny snímky daného videa.

## Rozhraní a kabely
Specializovaná rozhraní pro digitální video:
- Digitální komponentní video
- DVI (konektor) (DVI)
- DisplayPort
- HDBaseT
- Vysoký-rozlišením Multimédia Rozhraní (HDMI)
- Jednotný Displej Rozhraní

Univerzální rozhraní používaná pro digitální video:
- FireWire (IEEE 1394)
- Univerzální Sériový Sběrnice (USB)

Následující rozhraní bylo navržené pro přenos MPEG-Transport komprimovaného videa:
- Digitální televizní vysílání-ASI

Komprimovaný video je také prováděný pomocí/použití UDP-IP přes/nad Ethernet. Dva přístupy existuje pro toto:
- Při použití RTP jako wrapper pro video pakety jako s SMPTE 2022
- 1–7 MPEG Transport Pakety jsou umisťovány přímo v UDP paket

Jiný metody nesoucí video přes/nad IP
- Network Device Interface
- SMPTE 2110

## Datové formáty

### Kódování
- CCIR 601 používán pro vysílací stanice
- VC-2 také známý jako Dirac Pro
- MPEG-4 dobrý pro online distribuci velkých videí a ukládání do flash paměti
- MPEG-2 používané pro disky DVD, Super-VCD, a mnoho formátů pro vysílání televize
- MPEG-1 používán pro video CDs
- H.261
- H.263
- H.264 známý také jako MPEG-4 Part 10 nebo jako AVC, používaný pro Blu-ray disky a některé formáty pro vysílání televize
- H.265 také známý jako MPEG-H Part 2 nebo jako HEVC
- MOV používaný pro framework QuickTime
- Theora používaný například pro videa na Wikipedii

### Pásky
- Betacam SX, MPEG IMX, Digitální Betacamnebo DigiBeta — profesionální video formáty společnosti Sony, vycházející z původní technologie Betamax
- D-VHS — MPEG-2 formát dat zaznamenávaný na kazety podobné S-VHSArchivační video páska formátu B používaná v dánském vysílání televize

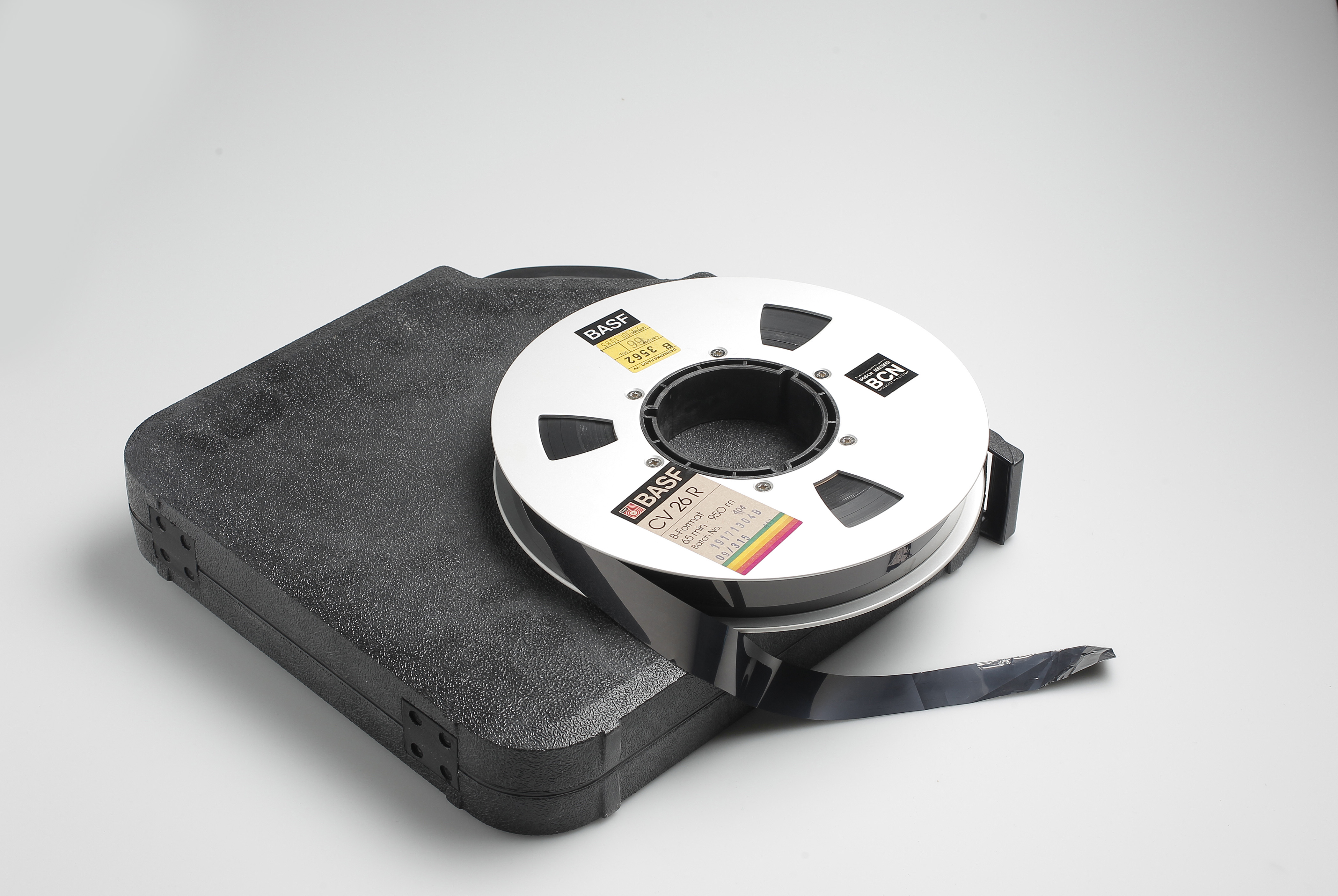
Archivační video páska formátu B používaná v dánském vysílání televize

- D1, D2, D3, D5, D7, D9 (také nazývaný Digital-S) — různé SMPTE profesionální digitální video standardy
- D8 — DV-formát data zaznamenávaný na Hi8-kompatibilní kazety; z větší části zákaznický formát
- DV, MiniDV — používán ve většině zákaznických camcorderů na digitální videokazety; navržený pro záznam ve vysoké kvalitě a snadnou editaci; umožňuje také zaznamenávat video ve vysokém rozlišení data (High DefiVideo) ve formátu MPEG-2
- DVCAM, DVCPRO — pro profesionální použití; podobá se DV, ale obecně je považován za robustnější; i když je DV-kompatibilní, tyto formáty mají lépe audio zpracovávání.
- DVCPRO50 a DVCPRO HD v porovnání s společnosti Panasonic DVCPRO podporuje vyšší datový tok
- HDCAM a HDCAM SR byly představeny společností Sony jako alternativa k DigiBeta s vysokým rozlišením
- MicroMV — zaznamenává video ve formátu MPEG-2 na velmi malé kazetyk velikosti matchboo; zastaralé
- ProHD — jméno používané společností JVC pro její profesionální kamkordéry založené na MPEG-2

### Disky

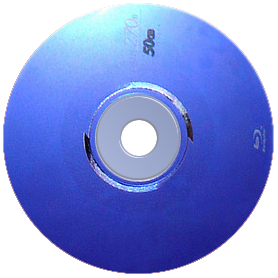
Optický disk blu-ray určený pro ukládání videa

- Blu-ray
- DVD
- VCD